# Lophotarsia ochroprocta
Lophotarsia ochroprocta là một loài bướm đêm trong họ Noctuidae.